# 24 Ore di Daytona 1971
L'edizione 1971 della 24 Ore di Daytona è stata la 2ª gara della stagione 1971 del Campionato Mondiale Sportprototipi, che quell'anno aveva la denominazione di Campionato Internazionale Marche. Si è disputata sul Daytona International Speedway a Daytona Beach in Florida (USA), un tracciato lungo 6,132 km ricavato da un ovale.

## Contesto
Il telaio delle Porsche 917 fu rinforzato con un arco di rinforzo tubolare piazzato dietro l'abitacolo, una modifica che garantiva maggiore rigidità al telaio e offriva più sicurezza ai piloti in caso di incidente. La coda riceveva due grosse pinne laterali per stabilizzare la vettura. Sul circuito di Daytona ricomparvero anche le Ferrari 512M. Da segnalare quella gestita dal team Sunoco di Roger Penske, affidata agli esperti Mark Donohue e David Hobbs.

## Qualifiche
Furono proprio i piloti della Ferrari 512M Sunoco che ottennero senza fatica la pole position in 1:42.42.

## La gara
I due piloti americani impressero il loro ritmo alla gara, ma seminarono soltanto Jo Siffert, mentre la 917 di Rodríguez/Oliver li seguiva da vicino, in attesa degli eventi. La loro paziente attesa fu premiata allorché l'alternatore della Ferrari blu e gialla diede forfait, costringendo Donohue a precipitarsi ai box per una riparazione. La 917 del messicano e dell'inglese prese così il largo, mantenendo un largo vantaggio sui compagni di squadra Siffert-Bell, costretti in seguito al ritiro dalla rottura del motore. Tony Adamowicz e Ronnie Bucknum ereditavano così la seconda posizione con la loro 512, ritrovandosi però con un distacco abissale dalla testa della corsa. Dietro di loro un feroce duello per il terzo posto aveva luogo tra la 512 di Donohue e la 917 Martini Racing di Vic Elford, che però abbandonava la battaglia a causa di un'uscita di strada causata da un copertone che aveva preso fuoco.
Accortosi dell'incidente occorso all'inglese, Donohue rallentò prudentemente per non essere coinvolto nell'incidente. Una Porsche 911 che lo seguiva non se ne avvide e piombò nel retrotreno della Ferrari, obbligandola ad un'altra sosta ai box di emergenza per riparare la macchina. Intanto, la 917 di Rodriguez-Oliver manteneva la testa della gara per tutta la notte, quando verso mattina un diluvio si abbatté sulla pista. Via ai box per il cambio gomme, con la macchina del messicano che iniziava a emettere fumo dallo scarico sinistro. Al ritorno in pista l'equipaggio provò a salvaguardare il mezzo e il vantaggio sulla Ferrari di Bucknum, che su pista bagnata stava rapidamente riducendo lo svantaggio.
A tradire la Porsche fu la trasmissione, che costrinse la vettura a una lunga sosta ai box per riparare il cambio. Quando un furioso Rodriguez riprese la corsa, Bucknum conduceva ormai la gara e al messicano toccò dar fondo a tutte le sue energie per raggiungere la Ferrari e toglierle il ruolo di battistrada. Nel frattempo si era avvicinata anche l'altra Ferrari di Donohue e il finale di quell'edizione della 24 Ore fu tra i più tirati nella storia della celeberrima corsa americana. La 917 riuscì a tagliare il traguardo in prima posizione, dopo 688 giri (pari a 4218,542 km) ad una media di 175,655 km/h, ma poco ci mancò che dovesse soccombere all'attacco delle due Ferrari.

## Ordine d'arrivo
Fonte: Racing Cars Chassis Numbers & Database Races Results, su wspr-racing.com. URL consultato il 2 agosto 2009.
| Pos. | Classe | N° | Piloti                                                   | Team                             | Auto                 | Motore                | Note                |
| ---- | ------ | -- | -------------------------------------------------------- | -------------------------------- | -------------------- | --------------------- | ------------------- |
| 1°   | S5.0   | 2  | Pedro Rodríguez Jackie Oliver                            | John Wyer Automotive Engineering | Porsche 917K         | Porsche Boxer-12 4.9L |                     |
| 2°   | S5.0   | 23 | Tony Adamowicz Ronnie Bucknum Alain De Cadenet           | North American Racing Team       | Ferrari 512S Spyder  | Ferrari V12 5.0L      |                     |
| 3°   | S5.0   | 6  | Mark Donohue David Hobbs                                 | Roger Penske/Kirk F. White       | Ferrari 512M Special | Ferrari V12 5.0L      |                     |
| 4°   | GT+2.5 | 11 | Tony DeLorenzo Don Yenko John Mahler                     | Owens-Corning Fibreglass         | Chevrolet Corvette   | Chevrolet V8          | vincitori di classe |
| 5°   | P3.0   | 21 | Néstor García Veiga Luigi Chinetti, Jr. Alain De Cadenet | North American Racing Team       | Ferrari 312P/71      | Ferrari V12 3.0L      | vincitori di classe |